# Radical 21
El radical 21, representado por el carácter Han 匕, es uno de los 214 radicales del diccionario de Kangxi. En mandarín estándar es llamado 匕部　(bǐ bù «radical cuchara»), en japonés es llamado 匕部, ひぶ　(hibu), y en coreano 비 (bi).

## Nombres populares
- Mandarín estándar: 匕部, bǐ bù, «radical cuchara».
- Coreano:비수비부, bisu bi bu, «radical “bi”-daga».
- Japonés: ヒ, hi, «carácter silábico “hi” de katakana» (que es muy similar a este símbolo); 匙のヒ（さじのひ）, saji no hi, «cuchara-“hi”».
- En occidente: radical «cuchara».

## Caracteres con el radical 21
| trazos | carácter |
| ------ | -------- |
| + 0    | 匕       |
| + 2    | 化       |
| + 3    | 北       |
| + 9    | 匘 匙    |

## Galería
| Estilos antiguos                                 | Estilos antiguos                  | Estilos antiguos                        | Estilos antiguos                   | Estilos antiguos                   | Estilos empleados actualmente       | Estilos empleados actualmente  | Estilos empleados actualmente    | Estilos empleados actualmente   | Estilos empleados actualmente  |
|                                                  |                                   |                                         |                                    |                                    |                                     | 匕                             |                                  |                                 |                                |
| 甲骨文 jiǎgǔwén (escritura de huesos oraculares) | 金文 jīnwén (escritura de bronce) | 简帛 jiǎnbó (escritura de bambú y seda) | 篆文 zhuànwén (escritura de sello) | 篆文 zhuànwén (escritura de sello) | 隸書 lìshū (estilo de los escribas) | 楷書 kǎishū (estilo regular)   | 楷書 kǎishū (estilo regular)     | 行書 xǐngshū (estilo corriente) | 草書 cǎoshū (estilo de hierba) |
| 甲骨文 jiǎgǔwén (escritura de huesos oraculares) | 金文 jīnwén (escritura de bronce) | 简帛 jiǎnbó (escritura de bambú y seda) | 大篆 dàzhuàn (sello grande)        | 小篆 xiǎozhuàn (sello pequeño)     | 隸書 lìshū (estilo de los escribas) | 繁體／繁体 fántǐ (tradicional) | 简体／簡體 jiǎntǐ (simplificado) | 行書 xǐngshū (estilo corriente) | 草書 cǎoshū (estilo de hierba) |